# Emil Hilb
Emil Hilb   (Stuttgart, 26 d'abril de 1882 - Würzburg, 6 d'agost de 1929) va ser un matemàtic jueu alemany.

## Vida i Obra
Hilb va anar a escola a la seva vila natal fins al 1894, any en què va morir el seu pare. La seva mare es va traslladar a Augsburg on va acabar els estudis secundaris el 1899. Va fer els seus estudis universitaris de matemàtiques a la universitat de Múnic, excepte dos cursos que va fer a la universitat de Berlín. El 1903 va obtenir el doctorat a Múnic, amb una tesi sobre les funcions de Lamé dirigida per Ferdinand von Lindemann. Durant un semestre de 1904, va estar a la universitat de Göttingen ampliant estudis amb David Hilbert i Felix Klein,els quals van tenir una influència decisiva en les seves recerques posteriors.
Després d'uns anys fent de professor a secundària, va obtenir l'habilitació docent a la universitat d'Erlangen el 1908, però només hi va estar un curs, ja que el 1909 va ser nomenat professor de la universitat de Würzburg, en la qual va romandre fins a la seva mort el 1929 d'un ictus quan només tenia 47 anys.
Anys més tard, el 1942, durant la época Nazi, la seva dona, Marianne, i una de les seves filles, Irene, va ser deportades i no van tornar mai més. L'altra filla, Anneliese, havia aconseguit emigrar a Anglaterra el 1939.
Els camps de recerca de Hilb van ser la teoria de les equacions integrals, els teoremes d'oscil·lació, les equacions lineals amb un nombre infinit d'incògnites i la teoria de les equacions en diferències.